# Pecco
Pecco (piemonti nyelven Pech) egy olasz község a Piemont régióban, Torino megyében. A Chiusella-völgyben található.